# John Fowles
John Robert Fowles, més conegut com a John Fowles (Leigh-on-Sea, Essex, Anglaterra, 31 de març de 1926 - Lyme Regis, Dorset, Anglaterra, 5 de novembre de 2005), va ser un novel·lista i assagista britànic de prestigi internacional posicionat entre el modernisme i el postmodernisme. La seva obra mostra la influència de Jean-Paul Sartre i Albert Camus, entre d'altres.
Després de deixar la Universitat d'Oxford, l'autor va donar classes d'anglès a una escola de l'illa grega de Spetses. Aquesta estada va inspirar "El Mag" (The Magus), un best-seller que es va convertir immediatament en una icona de l'anarquisme hippy i la filosofia experimental dels anys 60. Tot seguit, va escriure "La dona del tinent francès" (1969), un romanç de l'era victoriana amb un caràcter postmodernista situat a Lyme Regis, Dorset, on l'autor va viure durant una gran part de la seva vida. Altres obres seves de ficció són "La Torre de banús", "Daniel Martin", "Mantisa" i "El Mag".
Els llibres d'aquest autor s'han traduït a moltes llengües i alguns s'han adaptat al cinema.

## Biografia

### Naixement i família
Va néixer a Leigh-on-Sea, a Essex, Anglaterra. Era fill de Robert J. Fowles, un pròsper comerciant de tabac, i Gladys Richards, mestra. El pare del Robert, el Reginald, era soci de la firma Allen & Wright, una importadora de tabac. La seva mare va morir quan ell tenia sis anys. A vint-i-sis anys, després de rebre formació jurídica, el Robert es va allistar en la Honourable Artillery Company i va fer tres anys a les trinxeres de Flanders durant la Primera Guerra Mundial. El seu germà Jack va morir a la Guerra, deixant una vídua i tres fills. El 1920, quan el Robert va ser desmobilitzat, el seu pare va morir. Així, el Robert es va fer responsable de cinc germanastres petits i dels fills del seu germà Jack. Encara que ell hauria volgut dedicar-se al dret, l'obligació de mantenir una família tan gran el va obligar a seguir el negoci familiar d'importació de tabac.
La Gladys Richards venia d'una família d'Essex que també tenia origen a Londres. La seva família es va mudar a Westcliff-on-Sea quan la pandèmia de grip del 1918 es va estendre per Europa, ja que es deia que a Essex hi havia un ambient sa. El Robert va conèixer la Gladys a un club de tenis a Westcliff-on-Sea el 1924. Encara que ella fos deu anys més jove i ell tingués una salut dolenta per culpa de la guerra, es van casar un any després, el 18 de juny de 1925. Nou mesos i dues setmanes més tard va néixer el John Robert Fowles.

### Educació i joventut
Fowles va passar la seva infantesa amb la seva mare i la seva cosina Peggy Fowles, qui tenia divuit anys quan ell va néixer. Ella va ser la seva mainadera i companya durant deu anys. L'autor va anar a l'escola Alleyn Court Preparatory School. Els seus llibres preferits quan era petit eren les obres de Richard Jefferies i el seu personatge Bevis. Va ser fill únic fins als setze anys.
El 1939, Fowles va aconseguir una plaça a Bedford School, a dues hores en tren de casa seva. El temps que va estar allà va coincidir amb la Segona Guerra Mundial. Va estudiar allà fins al 1944. Va ser nomenat head boy i va destacar com a atleta: membre de l'equip de rugbi-futbol.
Després de deixar aquesta escola el 1944, va entrar en un curs naval a la Universitat d'Edimburg, on es va preparar per rebre un càrrec a les Marines Reials. Va acabar la seva formació el 8 de maig de 1945 (el Dia de la Victòria a Europa) i el van assignar al Okehampton Camp, a la zona rural prop de Devon, durant dos anys.
Després d'acabar el servei militar el 1947, va entrar al New College, Oxford, on va estudiar francès i alemany, encara que va deixar l'alemany per concentrar-se en el francès per al batxillerat. Fowles estava experimentant una transformació política. Després de deixar les forces de la marina, va escriure, “vaig començar a odiar en el que m’estava convertint en aquesta vida: un producte jove i esperançat del govern britànic. Així que vaig decidir convertir-me en un anarquista”.
A Oxford Fowles es va plantejar per primera vegada ser un escriptor, sobretot després de llegir autors existencialistes com ara Jean-Paul Sartre i Albert Camus. L'autor va reconèixer que l'ambient d'Oxford en aquell temps el va influenciar, ja que les nocions existencialistes d'"autenticitat" i "llibertat" estaven molt generalitzades. Encara que no s'identificava com a existencialista, Fowles compartia la sensació existencialista què el món és absurd.

### Carrera com a professor
Fowles va ser professor en els primers anys de la seva etapa adulta. El seu primer any a Oxford el va passar a la Universitat de Poitiers. Cap a final d'any va rebre dues ofertes: una del departament francès a Winchester, i l'altra d'una escola molt vella i amb males condicions a Grècia. Fowles va dir: “naturalment, vaig anar en contra del sentit comú i vaig agafar la feina a Grècia”.
El 1951, Fowles es va convertir en un professor d'anglès a l'escola Anargyrios and Korgialenios School of Spetses, a l'illa peloponèsia de Spetses (també coneguda com a Spetsai). Això va suposar un període crític a la seva vida, ja que va conèixer a la seva futura esposa Elizabeth Christy en aquesta illa, l'esposa del professor Roy Christy, que era el seu amic. Inspirat per les experiències i sentiments que va viure allà, va utilitzar l'illa per situar-hi la seva novel·la "El Mag" (1966). Va ser feliç a Grècia, especialment a fora de l'escola. Va escriure poemes que més tard va publicar i va fer amistats amb expatriotes. Però el 1953, l'escola va acomiadar Fowles i d'altres professors perquè van intentar introduir reformes. Així, en Fowles va tornar a Anglaterra.
A l'illa de Spetses, l'autor va començar una relació amb l'Elizabeth Christy, que estava casada amb un altre professor. El seu matrimoni estava acabant per culpa d'en Fowles. Encara que van tornar alhora a Anglaterra, ja no van estar junts. Durant aquest temps l'autor va començar a escriure "El Mag".
La separació amb l'Elizabeth no va durar gaire. El 2 d'abril de 1957 es van casar. Ella tenia una filla del seu primer matrimoni, l'Anna. Durant quasi deu anys, Fowles va ensenyar anglès com a llengua estrangera a estudiants d'altres països a St. Godric's College, una institució no mixta de noies a Hampstead, Londres.

### Carrera literària
A finals del 1960, encara que ja havia escrit part de "El Mag", l'autor va començar a escriure El Col·leccionista. Va acabar un primer esborrany en el primer mes, però va dedicar més d'un any a fer-hi revisions abans d'ensenyar-li al seu agent, el Michael S. Howard. Aquest editor a l'editorial Jonathan Cape estava entusiasmat amb el manuscrit. El llibre es va publicar el 1963 i, quan es van vendre els drets sobre aquest la primavera d'aquell any, va ser “possiblement el preu més alt que s'havia pagat mai per una primera novel·la”, segons en Howard. Els crítics britànics pensaven que la novel·la era un thriller innovador, però alguns crítics americans hi van veure una certa promoció dels pensaments existencialistes.
L'èxit de la seva primera novel·la El col·leccionista (The Collector) el 1963 va fer que deixés la docència per dedicar-se en exclusiva a la literatura. El Col·leccionista també es va adaptar al cinema amb el mateix nom (El Col·leccionista) el 1965. Fowles, sense escoltar els consells del seu editor, va insistir a publicar el seu segon llibre, "Aristos", una col·lecció d'assaigs filosòfics. Després, va donar forma als esborranys que es convertirien més endavant en la seva obra més estudiada, "El Mag", la qual es basa en les seves experiències a Grècia.
El 1965, Fowles se'n va anar de Londres per anar-se'n a Underhill, una granja als afores de Lyme Regis, Dorset. Aquesta aïllada granja es va convertir en l'escenari del llibre que estava escrivint: "La dona del tinent francès" (1969). En Fowles, que creia que la granja era massa llunyana i que “la solitud total era massa monòtona”, va decidir anar-se'n, juntament amb la seva esposa, a Belmont (Lyme Regis) el 1968. Belmont, de fet, era propietat de n'Eleanor Coade. Aquest lloc també va servir com a escenari per la novel·la "La dona del tinent francès". Amb aquesta, Fowles va crear un dels personatges femenins més enigmàtics de la història de la literatura. La concepció de feminitat i del mite de la masculinitat que desenvolupa en aquest llibre tenen una base psicoanalista.
El 1968, l'autor va adaptar al cinema la seva novel·la "El mag" (The Magus) (basada en les seves experiències a Grècia i escrita abans que El col·leccionista), dirigida per William Wyler, però la pel·lícula no va tenir èxit. Aquesta versió va rebre moltes crítiques. Fins i tot, quan van preguntar el Woody Allen si canviaria res a la seva vida, aquest va respondre que faria “exactament el mateix amb l'excepció de veure "El Mag"”.
"La dona del tinent francès" (1969) va rebre bones crítiques tant del públic com dels crítics. De fet, es va traduir a més de deu llengües i va posar l'autor en bona posició a escala internacional. També es va portar a les pantalles el 1981, dirigida per Karel Reisz amb guió del destacat dramaturg britànic Harold Pinter, i per la que va ser nominat a l'Oscar. La pel·lícula va ser protagonitzada per Meryl Streep i Jeremy Irons.
L'autor va viure la resta de la seva vida a Lyme Regis. Allà, a la seva casa de Belmont, va escriure "La Torre de banús" (1974), "Daniel Martin" (1977), "Mantisa" (1981) i "Capritx" (1985).
L'obra de no-ficció més coneguda d'en Fowles és probablement "Aristos" (The Aristos), una col·lecció de reflexions filosòfiques. Molts crítics el consideren com el pare del postmodernisme britànic.
Va ser nomenat com un dels cinquanta millors autors britànics des del 1945 pel diari The Times.
El 1998, el van citar al New York Times Book Review dient: “ser un ateu no és una qüestió d'elecció moral, sinó una obligació humana”.

### Relats breus
L'autor va escriure poemes i contes durant la seva vida, però la majoria s'han perdut o destruït. El desembre del 1950 va escriure My Kingdom for a Corkscrew ("El meu regne per un Tirabuixó"); el 1955, For A Casebook ("Per un Registre"), que va ser rebutjat per diferents revistes; i, el 1970, The Last Chapter ("El Darrer Capítol").

### Temàtica i estil
Un tema constant a la seva obra és el lliure albir, que a vegades implica el lector, com en "La dona del tinent francès", que planteja dos finals possibles. També recorre a la ironia per interpolar teories científiques i artístiques de l'època en la qual s'ambienten les seves narracions, com la de Darwin o els prerafaelites, parodiant així la tradició narrativa victoriana.

### Vida en comunitat
Unint-se a la comunitat, en Fowles va exercir de conservador al Lyme Regis Museum des del 1979 al 1988. Es va retirar del museu després de tenir un ictus lleu. Es va involucrar ocasionalment en política al poble, ja que de vegades escrivia cartes a l'editor defensant la preservació.

### Vida personal
El 1990, la seva primera esposa Elizabeth va morir de càncer tan sols una setmana després de ser diagnosticada. La seva mort el va afectar greument i no va escriure durant un any. El 1998, l'autor es va casar amb la seva segona esposa, Sarah Smith. Amb la Sarah al seu costat, en Fowles va morir d'un atac de cor el 5 de novembre de 2005 a l'edat de setanta-nou anys, a l'hospital Axminster, a 8 km de Lyme Regis.
El 2008, l'Elena van Lieshout, una exparella de l'autor, va presentar una sèrie de 120 cartes d'amor i postals per subhasta a Sotheby's. Les cartes comencen el 1990, quan l'autor tenia seixanta-cinc anys. L'Elena, una jove admiradora de Gal·les i estudiant al St. Hilda's College, Oxford, va contactar amb aquest solitari autor i van tenir una relació sentimental.